# Meistersinger

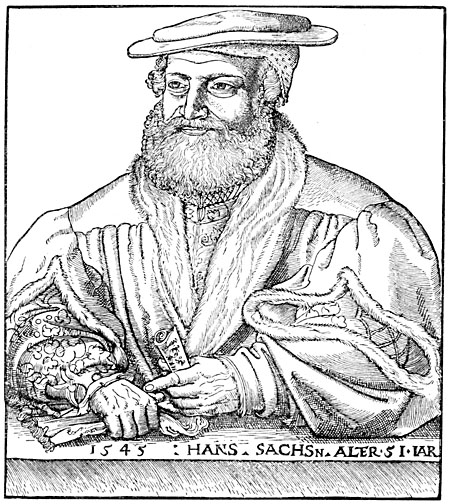
Un ritratto silografico del mastro cantore Hans Sachs attribuito a Hans Brosamer.

I Meistersinger, o maestri cantori, erano i molti poeti cantori, associati in corporazioni, attivi in Germania nel XV secolo e nel XVI secolo. Tra i più noti, si ricordano Hans Sachs e Jörg Wickram.
Traevano spunto artistico dal Minnesang medievale, continuato con determinate regole. Vengono ricordati nella trama di I maestri cantori di Norimberga di Richard Wagner.

## Notizie storiche
Questi cantori, per lo più, appartenevano alle classi mercantili delle città tedesche. Sono considerati come loro maestri e fondatori della corporazione dodici poeti dell'alto Medioevo tedesco, tra i quali Wolfram von Eschenbach, Konrad von Würzburg, Reinmar von Zweter, e Heinrich Frauenlob. Quest'ultimo avrebbe fondato la prima scuola di maestri cantori a Magonza agli inizi del secolo quattordicesimo. In realtà si tratta solo di una leggenda, poiché altre scuole sono attestate nel secolo quattordicesimo nella valle superiore del Reno, di sicuro a Magonza ma anche a Strasburgo, a Francoforte, a Würzburg, a Zurigo e a Praga. Nel secolo quindicesimo, erano presenti ad Augusta e a Norimberga, dove lavorava Hans Sachs, il più celebre di tutti. In quel periodo, i Meistersinger erano presenti in tutta la Germania meridionale e centrale, ma delle corporazioni esistevano anche in quella settentrionale, come a Magdeburgo, Breslavia, Görlitz e Danzica.

## Organizzazione

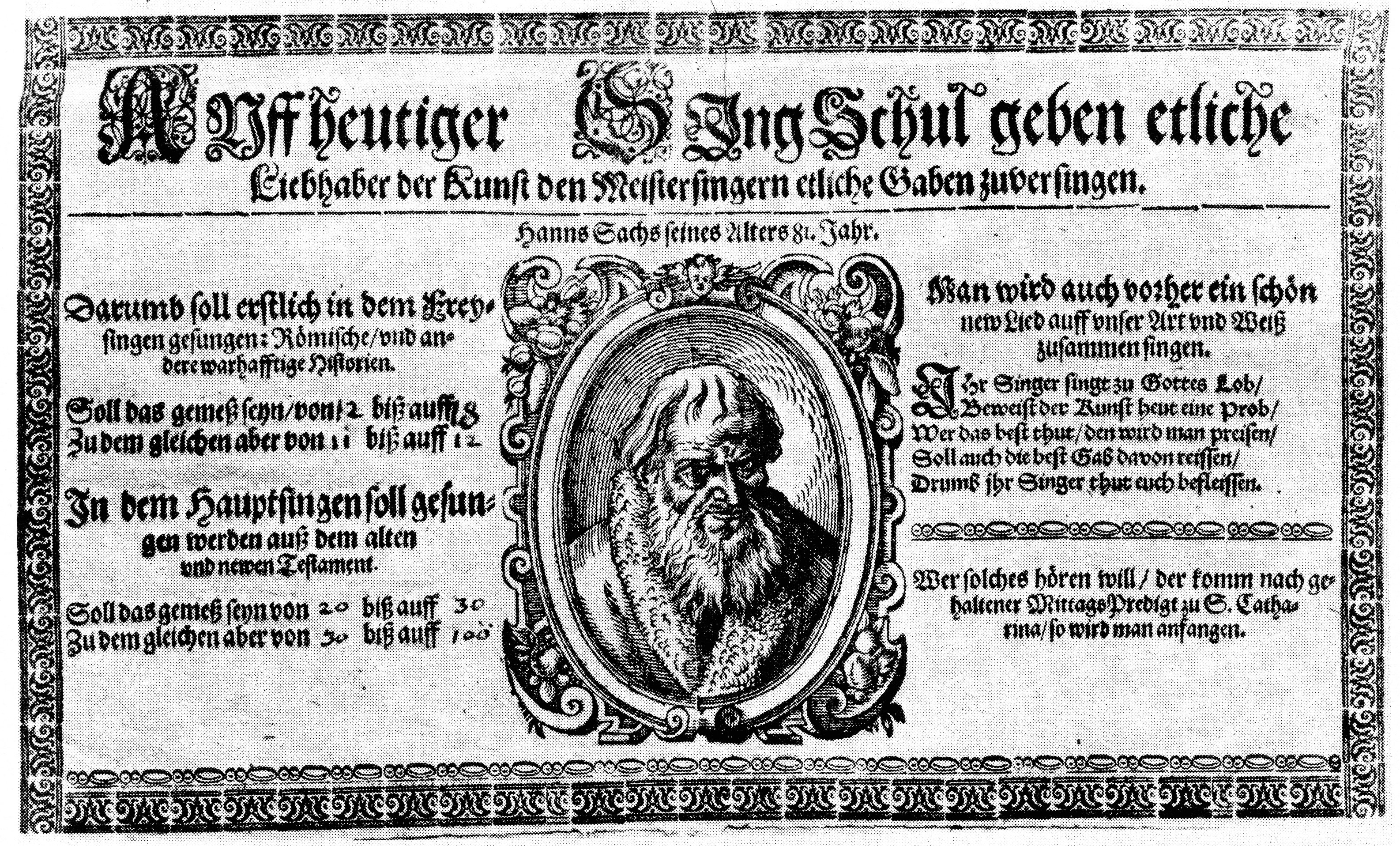
Un invito a una riunione di maestri cantori norimberghesi della fine del secolo sedicesimo.

Ogni corporazione era composta da vari tipi di membri: il Schüler (principiante o apprendista), il Schulfreund (compagno) e il maestro. Il maestro era un poeta che era capace non solo di scrivere dei versi su delle melodie esistenti, ma anche di comporne di nuove.
La poesia era nota con il nome Gesetz e la melodia Weis. Nelle scuole, i canti erano interpretati senza un accompagnamento. Le regole di quest'arte furono codificate nel Tabulatur.
Le riunioni si svolgevano nei municipi (Rathaus), oppure in chiesa, di domenica; e tre volte all'anno (per la Pasqua, la Pentecoste e il Natale), si svolgevano delle feste speciali e delle gare di canto. Durante venivano nominati dei giudici, tra i quali il marcatore (Merker), il cui compito era quello di criticare i concorrenti e far notare gli errori che potevano commettere contro le regole del Tabulatur.